# White Oak (Oklahoma)
Pour les articles homonymes, voir White Oak.
White Oak est une census-designated place du comté de Craig, dans l'État d'Oklahoma, aux États-Unis. En 2020, elle compte une population de 263 habitants.